# Brigade d'infanterie de montagne 10
La Brigade d'infanterie de montagne 10 (Br inf mont 10) était une grande unité de l'Armée suisse,. Elle a été constituée en 1938 sous la dénomination de Brigade de montagne 10 (Br mont 10), puis transformée en Division de montagne 10 en 1961 (Div mont 10), soutenue par la Zone territoriale 10 (Zo ter 10). À la suite de la réforme Armée XXI, elle est transformée à nouveau en brigade en 2004 en prenant le nom de Brigade d'infanterie de montagne 10 (Br inf mont 10), puis finalement dissoute fin 2017 dans le cadre du projet de Développement de l’armée (DEVA).

## Seconde Guerre mondiale
La Brigade de montagne 10, constituée en 1938 par l'organisation des troupes 38 (OT 38), se composait d'un noyau de deux régiments d'infanterie de montagne, l'un vaudois (5) et l'autre valaisan (6), ainsi que d'éléments de soutien d'artillerie, motorisés et à cheval, et de formations de génie, sanitaires, de ravitaillement et de transport. Son effectif, initialement de 11 000 hommes, a atteint jusqu'à 35 000 hommes.
Subordonnée au 1er corps d'armée (de) et sous le commandement du brigadier Julius Schwarz, elle reçut la mission de protéger les cols sud des Alpes dans les régions du Bas-Valais et du Chablais. Son secteur s'étendait du val d'Anniviers inclus, jusqu'au Léman. Elle devait donc défendre deux fronts, face à la Haute-Savoie française et face à l'Italie. La brigade fut intégrée dans le Réduit national par l'ordre d'opération no 13 du 14 mai 1941 (ordre Réduit).

## Guerre froide
Après la fin de la Seconde Guerre mondiale, l'armée s'est adaptée aux bouleversements politiques, militaires et économiques. Progressivement, cela a conduit à de nouvelles structures, puis, en 1961, à une nouvelle organisation des troupes 61 (de) (OT 61). Sa caractéristique principale fut l'unification de toutes les unités destinées au combat en montagne sous un seul commandement grâce à la formation du Corps d'armée de montagne 3 (de). La Brigades de montagne 10 devint alors Division de montagne 10 et sa zone de recrutement couvrit trois cantons de Suisse romande: Vaud (Régiment d'infanterie de montagne 5), Valais (Régiment d'infanterie de montagne 6) et Fribourg (Régiment d'infanterie de montagne 7).
Tout comme le Corps d'armée de montagne 3 dans son ensemble, la Division de montagne 10 avait pour mission d'empêcher toute poussée ennemie venant du Sud, de dominer son secteur d'engagement (le Valais), de couvrir les arrières et les flancs des corps d'armée de campagne et de protéger des installations de conduite du gouvernement fédéral, du commandement de l'armée et des troupes d'aviation et de défense conte avion (cas NORBERT). En coopération avec ces troupes, il lui incombait aussi la protection des aérodromes de guerre (Sion, Tourtemagne (de) et Rarogne, en l'occurrence).
Enfin, la Zone territoriale 10, renforcée par un laboratoire B, garantissait le soutien logistique dans le secteur de Division de montagne 10, protégeant les ouvrages d'importance vitale et assurant le lien avec les autorités civiles.

## De 1995 à 2017
Dans le cadre de l'entrée en vigueur Armée 95, la Division de montagne 10 conserva son secteur d'engagement valaisan, mais ne disposa plus que de deux régiments d'infanterie de montagne, le 5 et le 6. Le régiment d'infanterie de montagne 7 était, pour sa part, subordonné à la Brigade forteresse 10. La Zone territoriale 10 fut renommée Brigade territoriale 10 et a assumé le service territorial du Valais, tout en assurant la logistique des formations engagées dans le canton du Valais, l'Oberland bernois, la Haute Gruyère, le Pays-d'Enhaut et le Chablais vaudois.
À la suite de la réforme Armée XXI, la Division de montagne 10 est transformée à nouveau en brigade en 2004, prenant le nom de Brigade d'infanterie de montagne 10. Les régiments d'infanterie de montagne 5 et 6 furent dissous, mais cette nouvelle brigade a récupéré le régiment d'infanterie de montagne 7 devenu bataillon dans le cadre de la réforme. La Brigade territoriale 10 fut également dissoute et une partie de ses moyens transmis à la Brigade logistique 1 (de).
Depuis 2009, la Brigade d'infanterie de montagne 10 est progressivement devenue une grande unité de réserve, incorporant les militaires issus de la partie occidentale de la Suisse (cantons de Genève, de Vaud, du Valais, de Fribourg, de Berne, du Jura, de Soleure et de Bâle-Campagne) et cédant le bataillon d'infanterie de montagne 7 à la Brigade de montagne 9 (de). Fin 2017, dans le cadre du projet de Développement de l’armée (DEVA), elle finalement totalement dissoute.
Une compétence de combat en montagne demeure toutefois en Suisse romande avec le bataillon d'infanterie de montagne 7 désormais rattaché à la Division territoriale 1 (de).

## Patrouilleurs alpins

### Patrouille des glaciers
Dans le contexte de la Seconde guerre mondiale, les capitaines Rodolphe Tissières et Roger Bonvin, futur conseiller fédéral, imaginèrent une course visant à tester les capacités des militaires des troupes de montagne. Le départ de la première édition de cette épreuve, dénommée Patrouille des glaciers, a eu lieu le 24 avril 1943,. Après la guerre, la course n'est plus organisée en raison de l'opposition qu'elle aurait pu rencontrer auprès de la population, saturée de tout effort militaire supplémentaire après les années de mobilisation. Le 10 avril 1949, la course repris, mais le décès de trois soldats dans une crevasse du glacier du mont Miné conduit à son interdiction par le Département militaire fédéral.
En 1983, grâce au lieutenant-colonel René Martin et au capitaine Camille Bournissen, le commandant de corps Roger Mabillard, chef de l'instruction de l'armée, autorisa l'organisation d'une nouvelle Patrouille des glaciers. Le 5 mai 1984, la compétition est ainsi relancée sous la responsabilité du divisionnaire Adrien Tschumy, commandant de la Division de montagne 10,.
Cette course militaire internationale de ski-alpinisme, ouverte également aux patrouilles civiles, est toujours organisée à l'heure actuelle. Son commandement est désormais rattaché à la Division territoriale 1 (de).

### Union des patrouilleurs alpins 10
Au sortir de la Seconde guerre mondiale, des soldats imprégnés par la magie de la montagne décidèrent de créer une union afin de maintenir et cultiver l’amitié acquise au sein de la Brigade de montagne 10. L'Union des patrouilleurs alpins 10 fut ainsi créée le 21 juillet 1945 à St-Maurice. Peu après, en 1947, naquis l'idée de créer une course de ski-alpinisme, les Trophées du Muveran, dont la première édition a eu lieu le 4 avril 1948.
Par la suite et par extension, cette association devint aussi l'union des patrouilleurs alpins des anciennes brigade de montagne 10, division de montagne 10, brigade de forteresse 10 et de brigade territoriale 10.

## Source de la traduction
- (de) Cet article est partiellement ou en totalité issu de l’article de Wikipédia en allemand intitulé « Gebirgsdivision 10 » (voir la liste des auteurs).